# Jamalpur (zila)
Jamalpur is een district (zila) in de divisie Mymensingh van Bangladesh. Het district telt ongeveer 2,1 miljoen inwoners en heeft een oppervlakte van 2032 km². De hoofdstad is de stad Jamalpur.
Jamalpur is onderverdeeld in 7 upazila/thana (subdistricten), 68 unions, 1352 dorpen en 6 gemeenten.